# Kostel svatého Jimrama (Mnichov)
Kostel svatého Jimrama (německy Sankt Emmeram)  je farní římskokatolický kostel v mnichovské čtvrti Englschalking na Putziger Straße. Kostel byl postaven v roce 1931. Nad bočním vstupem je mozaika zobrazující patrona kostela, sv. Jimrama z Řezna. 

## Historie
V roce 1904 byl v Englschalkingu založen spolek pro stavbu kostela, aby shromáždil finanční prostředky pro výstavbu nového katolického svatostánku, neboť tamní středověký kostel sv. Mikuláše již prostorově nevyhovoval.
Kostel byl postaven v roce 1931 podle plánů mnichovského architekta Franze Lochbrunnera a v roce 1932 jej vysvětil kardinál Michael Faulhaber.
V roce 1937 byl kostel rozšířen podle plánů Eugena Dreische. V letech 1983–1984 byl renovován interiér kostela a v roce 2008 proběhla oprava fasády.
V roce 1976 kostel získal varhany od varhanáře Huberta Sandtnera.